# خوزه لاروری
خوزه لاروری (انگلیسی: José Larrauri؛ زادهٔ ۱۲ ژانویهٔ ۱۹۴۰) بازیکن فوتبال اهل اسپانیا است.
از باشگاه‌هایی که در آن بازی کرده‌است می‌توان به باشگاه فوتبال اتلتیک بیلبائو اشاره کرد.